# نوبوتوشي كانيدا
نوبوتوشي كانيدا (باليابانية: 金田 喜稔) (16 فبراير 1958 في هيروشيما في اليابان – )؛ هو لاعب كرة قدم ياباني سابق كان يلعب كمهاجم. سبق له أن لعب مع منتخب اليابان.

## وصلات خارجية
- نوبوتوشي كانيدا على موقع ناشيونال فوتبول تيمز (الإنجليزية)

- National Football Teams
- Japan National Football Team Database